# Procédé Verneuil

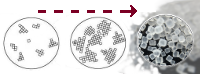
Procès de cristallisation.

Le procédé Verneuil est une méthode de fabrication des pierres synthétiques et artificielles, le principe de la synthèse par fusion de flamme où le matériau fondra avant de se cristalliser au contact d’une fraction d’un monocristal préalablement obtenu, appelé germe cristallin. Il porte le nom de son inventeur Auguste Victor Louis Verneuil,.

## Méthode de fabrication
Le travail du corindon (de formule Al2O3, composant les rubis et saphirs) se fait à très haute température, c'est là que se met en place l'utilisation d’un chalumeau oxhydrique (H2 + ½ O2 → H2O, température de flamme de 2700 °C).